# René Leigue Cesari
René Leigue Cesari (ur. 24 marca 1967 w Comunidad Nuevo Horizonte) – boliwijski duchowny rzymskokatolicki, w latach 2013-2022 biskup pomocniczy Santa Cruz de la Sierra, arcybiskup Santa Cruz de la Sierra od 2022.

## Życiorys
Święcenia kapłańskie przyjął 27 sierpnia 1999 i został inkardynowany do archidiecezji Santa Cruz de la Sierra. Pracował przede wszystkim jako duszpasterz parafialny, a w latach 2006-2012 był także dyrektorem ds. studiów w archidiecezjalnym seminarium.
31 października 2012 otrzymał nominację na biskupa pomocniczego Santa Cruz de la Sierra i biskupa tytularnego Nepety. Sakry biskupiej udzielił mu 16 stycznia 2013 kard. Julio Terrazas Sandoval.
22 kwietnia 2022 papież Franciszek mianował go arcybiskupem metropolitą Santa Cruz de la Sierra.